# Baianese
Il Baianese (fino al 1860 Circondario di Bajano e, dal 1861 al 1927, Mandamento di Baiano, sostantivo ormai divenuto informale dalla soppressione di tali suddivisioni amministrative) è un territorio della provincia di Avellino.

## Comuni del Baianese
Il Baianese è composto da sei comuni: Baiano (da cui prende il nome), Avella (principale polo storico e archeologico dell'area), Mugnano del Cardinale (luogo di pellegrinaggio religioso, con il santuario di Santa Filomena), Quadrelle, Sirignano e Sperone.

## Collocazione geografica
Il Baianese si trova nell'estremità occidentale della provincia di Avellino, al confine con la città metropolitana di Napoli (la distanza dal capoluogo partenopeo è di circa 38 km percorribili sia tramite tratto autostradale, Napoli-Bari con uscita Baiano, sia tramite la linea ferroviaria della Circumvesuviana Napoli-Baiano), e geograficamente confina con il nolano. I suoi comuni fanno parte della Comunità Montana Vallo di Lauro e Baianese, il cui territorio settentrionale è composto proprio dal Baianese. Morfologicamente è un territorio montuoso e collinare, infatti l'intero territorio è circondato dai Monti Avella.

## Vicinanza tra i comuni
Il Baianese ha una particolarità rispetto al resto della sua provincia: mentre nell'Avellinese i centri abitati sono molto distanti l'uno dall'altro (a volte la distanza tra due paesi vicini arriva anche a 10 km), i comuni del Baianese sono conurbati tra loro, analogamente a quanto accade nella limitrofa città metropolitana di Napoli.

## Dialetto baianese
Nel Baianese non si parla il dialetto irpino, in uso nel resto della provincia di Avellino, ma piuttosto un particolare dialetto di transizione che tuttavia si accosta maggiormente al dialetto nolano.

## Storia recente
Il Baianese è stato un mandamento (con capoluogo a Baiano) della Provincia di Terra di Lavoro dal 1715 al 1861, data dell'Unità d'Italia e, da quell'anno fino al 1923 (data dell'abolizione del mandamento come suddivisione amministrativa) della provincia di Avellino. Da allora il territorio è rimasto a far parte di tale provincia, pur senza più costituire un'entità amministrativa a sé stante.